# Meigenia infantilis
Meigenia infantilis är en tvåvingeart som först beskrevs av Camillo Rondani 1865.  Meigenia infantilis ingår i släktet Meigenia och familjen parasitflugor.
Artens utbredningsområde är Italien. Inga underarter finns listade i Catalogue of Life.